# Incidente ferroviario di Ceccano
L'incidente ferroviario di Ceccano fu uno scontro ferroviario tra un treno direttissimo e un treno composto di carri merci in sosta su un binario di ricovero, avvenuto, a causa di un errore di instradamento, nella stazione di Ceccano, sulla ferrovia Roma-Napoli, il 29 novembre 1913
.

## Dinamica dei fatti
Alle ore 19:15 del 29 novembre 1913 il treno direttissimo n. 111, che era partito alle ore 18:00 da Roma, giunto nella stazione di Ceccano si scontrò con un treno merci in sosta, in quanto era stato erroneamente instradato. Nella stazione doveva avvenire l'incrocio e pertanto il treno viaggiatori stava entrando a velocità ridotta; l'urto fu ugualmente violento: la locomotiva del direttissimo scavalcò quella del merci in sosta, incuneandosi tra la macchina e il suo tender, mentre si sfasciarono numerose delle carrozze viaggiatori rimorchiate,⁸ impattando l'una sull'altra; una carrozza di terza classe rimase letteralmente schiacciata tra il bagagliaio e la carrozza ristorante. 
Sul treno n. 111 viaggiavano numerose personalità politiche e parlamentari meridionali che rientravano dalla seduta di apertura del Parlamento; tra di essi vi era anche l'ex Ministro delle finanze del Regno, Enrico Arlotta.
I primi soccorsi vennero prestati dal personale della stazione, dai carabinieri del posto e da numerosi abitanti di Ceccano. I feriti più gravi vennero caricati sul treno proveniente da Napoli e diretto a Roma per ricoverarli negli ospedali più vicini della Capitale.
Un treno di soccorso venne approntato dalla stazione di Roma e partì verso mezzanotte per raggiungere Ceccano.

## I treni coinvolti
- Treno direttissimo n. 111, composto di una locomotiva a vapore, un bagagliaio, una carrozza postale, una carrozza di 1ª classe, una di 3ª, alcune miste e una carrozza ristorante[1][2].
- Treno merci in sosta, con locomotiva a vapore in testa[1].

## Le vittime
Nell'urto persero la vita il macchinista ed il fuochista del treno merci e sei viaggiatori della carrozza di terza classe. Morì anche il deviatore responsabile dell'errato posizionamento dello scambio. 
Altre dieci persone rimasero gravemente ferite e qualcuno in pericolo di vita; tra queste il capotreno del direttissimo. Altri 14 viaggiatori riportarono ferite più lievi.

## L'inchiesta
L'inchiesta tecnica avviata stabilì facilmente le motivazioni dell'incidente: un errore umano del deviatore di Ceccano che aveva posizionato il deviatoio di ingresso lato Roma verso il binario occupato anziché per quello di transito del treno atteso che non aveva fermata di orario per servizio viaggiatori.